# Società finanziaria internazionale
La Società finanziaria internazionale (in inglese International Finance Corporation - IFC) è un'agenzia del gruppo della Banca Mondiale, al pari della più nota Banca internazionale per la ricostruzione e lo sviluppo (BIRS).
Fondata nel 1956 allo scopo di promuovere lo sviluppo dell'industria privata nei paesi in via di sviluppo attraverso l'erogazione di appositi investimenti e la mediazione verso il mercato internazionale del credito, l'IFC opera - in collaborazione con investitori privati - fornendo alle imprese private che dimostrino di poter essere efficienti, capitale proprio e capitale obbligazionario; gli investimenti dell'IFC, esclusivamente a copertura parziale delle risorse finanziarie richieste dai progetti interessati, possono essere cofinanziati da istituti bancari privati e non sono garantiti dai governi.
Ulteriori scopi istituzionali di tale organismo finanziario internazionale sono quelli di incoraggiare lo sviluppo dei mercati dei capitali dei paesi beneficiari e di stimolare il flusso internazionale di capitali privati verso tali nazioni.
I 182 paesi membri dell'IFC concorrono collettivamente alla determinazione delle politiche dell'organismo ed all'approvazione degli investimenti; solo i paesi membri della BIRS possono essere membri dell'agenzia. I diritti di voto all'interno del principale organo dell'IFC (il Consiglio dei Governatori) sono proporzionali alle quote di capitale (azioni) detenute dai vari paesi.
Analogamente a quanto avviene in molti degli organismi finanziari internazionali il Consiglio dei Governatori delega la maggior parte dei propri poteri al Consiglio Direttivo composto dagli stessi Direttori esecutivi della BIRS rappresentanti i paesi membri dell'IFC; in particolare è proprio il Consiglio Direttivo ad effettuare la revisione dei progetti di investimento sottoposti all'IFC.
Sebbene in diverse aree la Società finanziaria internazionale coordini le proprie attività con gli altri organismi appartenenti al gruppo della "Banca mondiale" solitamente effettua le proprie operazioni in maniera indipendente essendo un organismo sia legalmente che finanziariamente autonomo.